# Museo della Grande Guerra sul Lagorai
Il museo della Grande Guerra sul Lagorai (1914-1918) si trova a Caoria, paese nel Comune di Canal San Bovo, alle pendici del Monte Cauriol. Il museo fa parte della Rete Trentino Grande Guerra.
Costituito dal locale gruppo Alpini di Caoria Archiviato il 25 gennaio 2016 in Internet Archive. dell'ANA, raccoglie una pregevole collezione di oggettistica militare rinvenuta principalmente sul fronte del Lagorai, e quindi sulle montagne che circondano la Valle del Vanoi, uno dei più importanti teatri di battaglia tra soldati Austro-Ungarici e soldati Italiani nel periodo della grande Guerra.
Oltre ad armi, ed oggetti della vita quotidiana sul fronte appartenenti ad entrambi gli eserciti, sono presenti le divise utilizzate dai due eserciti nemici, e numerosissime foto d'epoca che ritraggono la sofferenza dei combattenti sulle aspre cime del Lagorai. 
Il Museo fa parte dei siti dell'Ecomuseo del Vanoi. È visitabile da luglio a settembre dalle 14.00 alle 18.00 e il mercoledì anche dalle 10.00 alle 12.00. Tuttavia, previa prenotazione, il museo può essere aperto anche a gruppi che intendono visitarlo in periodo diverso da quello sopra detto.
Collegandosi al tema della Grande Guerra, Caoria ospita anche un Cimitero Militare risalente al 1916. Ospita le spoglie di soldati italiani, austro-ungarici e di alcuni tedeschi.